# Baughan
Baughan is een Brits historisch merk van motorfietsen.
De bedrijfsnaam was: H.P. Baughan, Lower Street, Stroud (Gloucestershire).
In 1921 presenteerde Harry Baughan een prototype van een eenpersoons-cyclecar, met een dicky seat voor een eventuele passagier. Hij werd aangedreven door een 8pk-Blackburne-zijklepmotor. Daarachter zat een Sturmey-Archer drieversnellingsbak en verder ging de aandrijving via een ketting naar een van de achterwielen. Het is niet waarschijnlijk dat deze cyclecar ooit op de markt kwam.
Pas in 1928 verscheen de eerste motorfiets, maar dit was een zeer bijzonder model. Het was een zijspancombinatie die ook een Blackburne-motor en kettingaandrijving had, maar tussen het achterwiel en het zijspanwiel zat een cardanas om ook het zijspanwiel aan te drijven. Daarna begon een vrij lange periode waarin motorfietsen werden gebouwd met 250-, 350- en 500cc-Blackburne- JAP- en Sturmey-Archer-motoren, die in 1936 eindigde.
Harry Baughan was een enthousiast trialrijder. Hij bouwde zijn eigen trialmotor met een Stevens-motor. Later was hij als official voor de Auto-Cycle Union betrokken bij de organisatie van wedstrijden, onder andere de International Six Days Trial in Wales van 1949.